# Hjemmesko
Sutsko, indesko eller hjemmesko (eng. slippers) er lette løstsiddende sko af bløde materialer, med en tynd flad sål af fx stof, filt eller naturgummi - og som anvendes indendørs, særligt hjemme. Hjemmesko er typisk lette at tage af og på - og anvendes med eller uden sokker eller strømper. Hjemmesko anvendes typisk også på verandaer, svalegange, altaner, terrasser - og på gange og trapper mellem boliger.
De kan spores tilbage til 1100-tallet, og i Vesten kan de spores tilbage til 1478. I victoriatiden brugt man hjemmesko for at forhindre grus og andet snavs i at blive slæbt inden for. Dette gjorde det muligt for vicotrianske kvinder at vise deres evner udi broderi som dekoration af disse.
Der er flere typer at hjemmesko fx:
- Tøfler - hjemmesko uden bagkant.
- Kinasko
- Filtsko
- Snabelsko - tyrkiske hjemmesko
- Indendørs sandaler
- Indendørs mokkasiner
- Indendørs klipklappere
- Morgensko
- Indendørs badetøfler, badesandaler
- Uwabaki - japanske hjemmesko

Faktisk kan alle lette sko anvendes som hjemmesko, blot de ikke har været anvendt udendørs og er blevet snavsede.